# Brasil Mulher

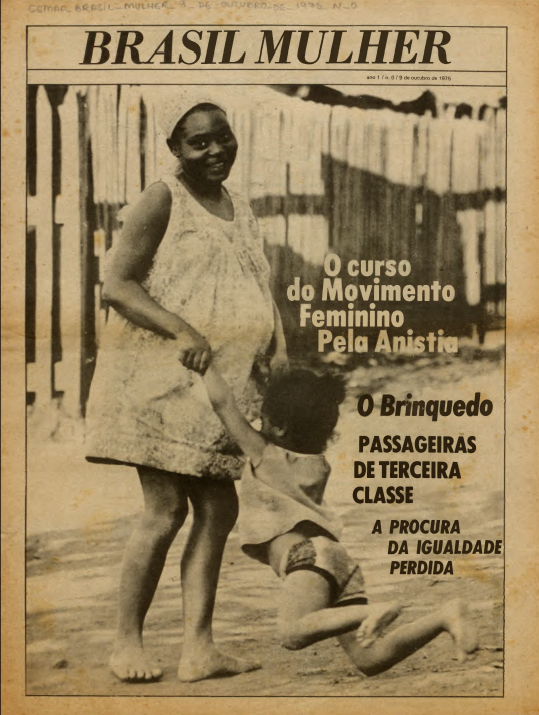
Capa do jornal de nº 00, publicado em 09 de out. de 1975

Brasil Mulher foi um jornal feminista de publicação alternativa, publicado entre os anos de 1975 e 1980, inserido no contexto da ditadura militar brasileira. O jornal surgiu a partir de um coletivo de mulheres que tinha como principal objetivo realizar a campanha pela anistia política no Brasil. O jornal surgiu a partir das figuras de Therezinha Zerbini (1928-2015), militante brasileira ligada ao Movimento Feminino pela Anistia, e de Joana Lopes, jornalista brasileira, que em conjunto ao seu coletivo, fundaram o jornal em 1975 na cidade de Londrina. Posteriormente, houveram dois rompimentos dentro do jornal: o rompimento de Therezinha, que a levou a criar um novo períodico denominado como "Mária Quitéria" (nome em homenagem a Maria Quitéria, militar que lutou na Guerra da Independência do Brasil); e o rompimento de Joana Lopes e seu grupo fundador.
Foram publicados 16 edições regulares e quatro edições "extras" entre os anos de 1975 a 1980. O jornal era publicado e editado pela Sociedade Brasil Mulher. O jornal foi publicado pela primeira vez no ano de 1975, denominado como o Ano Internacional da Mulher, e distribuido pela primeira vez com uma tiragem de 5.000 exemplares, vendidos no "Encontro para Diagnóstico da Mulher Paulista". Sua tiragem variava entre 5.000 a 10.000 a depender da edição, divulgadas na ficha técnica dos jornais.

## Principais temáticas e abordagens
Inicialmente, o jornal surge junto ao Movimento Feminino pela Anistia, cuja ideia principal era vincular as discussões a respeito do papel das mulheres dentro de tal processo. A estrtura fixa dos cadernos do jornal são mantidas até a sua sexta edição, e, a partir dali, mudam em relação ao movimento de rompimento de Joana Lopes e seu grupo. Suas estruturas são: Editorial, Anistia, Emancipação, Os Fatos Estão Aí, Educação no Brasil, Trabalho, Direito, Rosa dos Ventos, Arte e Comunicação, Brasil Correio.
O jornal abordava temáticas em torno da produção e ação feminina em relação ao cenário político do Brasil e da América Latina, levando em consideração, principalmente, a discussão em torno da emancipação feminina, explicando e debatendo relações de violência pautadas pelo patriarcado. É definido por Rosalina de Santa Cruz como as principais temáticas as eleições (entre 1976/1978), a Anistia, as campanhas contra a caristia e por creches, os direitos femininos em relação a reprodução (como aborto, pílulas anticoncepcionais, sexualidade), o trabalho feminino e violência doméstica.

## Colaboradoras
O jornal contou com diversas colaboradoras e coloboradores. Em sua maioria, foram mulheres as responsáveis pelas edições, redações e pesquisas do jornal. É possível verificar a autoria dos jornais em todas as edições em suas fichas técnicas.
- Therezinha Zerbini  (entre 1975);
- Joana Lopes
- Rosane de Lourdes Silva
- Edezina de Lima Oliveira
- Rose Mary Souza Serra
- Neusa Cordoni
- Ethle V. Kasminski
- Lais Oreb (diretora responsável)
- Lila Figueiredo
- Beatriz do Valie Bargieri
- Magaly Abdo
- Clementina de Lurdes Teixeira Martins
- Amelinha de Almeida Teles
- Maria Masue Hanazaki
- Marcelo de Hollanda
- Maria de Lurdes Leite
- Regina Toledo
- Maria Cecilia Pires de Sã
- Maria José de Azevedo Tania
- Branca Therezinha Ferrari
- Marina D'Andréa
- Setsuko Hanazaki
- Elizabeth Lorenzolti
- Giulia Di Vizia
- Setsuko Hanazaki
- Vassiliki Constantinidofl

## Acesso ao acervo
Atualmente, o acesso aos períodicos é possível a partir de três instituições: ASMOB, CEMAP e no Centro Sérgio Buarque de Holanda – CSBH/FPA. Os arquivos denominados "ASMOB" e "CEMAP" se referem, respectivamente, ao Archivio Storico Del Movimento Operaio Brasiliano e ao Centro de Documentação do Movimento Operário Mário Pedrosa, hoje pertencentes a UNESP (Universidade Estadual Paulista).
É possível consultar os perídicos de forma gratuita e online a partir do site do Centro Sérgio Buarque. A consulta física dos jornais é possível a partir do agendamento no arquivo da UNESP, localizado na Praça da Sé em São Paulo.